# Katarzyna Szymielewicz
Katarzyna Olimpia Szymielewicz (ur. 17 grudnia 1981) – polska prawniczka, działaczka społeczna i publicystka, współzałożycielka i prezeska Fundacji Panoptykon, w latach 2012-2020 wiceprzewodnicząca europejskiej sieci European Digital Rights, od 2018 prowadzi podcast Panoptykon 4.0 (wydawany przez Fundację Panoptykon i Radio Tok FM). Od stycznia 2024 członkini Rady ds. Cyfryzacji.

## Życiorys

### Wykształcenie i praca dydaktyczna
W 2005 ukończyła studia prawnicze na Wydziale Prawa i Administracji Uniwersytetu Warszawskiego W latach 2006–2007 studiowała w Londynie na School of Oriental and African Studies (kierunek Development Studies), gdzie z wyróżnieniem obroniła pracę dyplomową na temat instrumentalizacji praw człowieka w dyskursie stanu wyjątkowego. W Wielkiej Brytanii poznała działanie organizacji pozarządowych.
W 2013 w Instytucie Studiów Zaawansowanych prowadziła seminarium Od „elektronicznego oka” do „płynnego nadzoru” – rozmowy o społeczeństwie nadzorowanym. Na Uniwersytecie w Gironie wykłada w ramach studiów magisterskich Technology & Security i Technology & Privacy.

### Działalność zawodowa i społeczna
Pracowała jako prawnik finansowy w międzynarodowej korporacji specjalizując się w problematyce ochrony danych osobowych i innych zagadnieniach regulacyjnych. Odbyła staż w organizacji INTERIGHTS, gdzie współpracowała z Helen Duffy, badającą naruszenia praw człowieka w ramach programu tajnych więzień CIA (z udziałem m.in. Polski).
W 2009, za namową Adama Bodnara, wraz z grupą innych prawników – Małgorzatą Szumańską, Piotrem Drobkiem i Krystianem Legierskim, była współzałożycielką Fundacji Panoptykon, od początku jest prezeską tej organizacji.
Niezależnie od roli w zarządzie Fundacji, angażuje się w jej działania merytoryczne. Współtworzyła m.in.:
- serię krytycznych analiz dotyczących systemów rekomendacyjnych wielkich platform internetowych "Fixing Recommender Systems. From identification of risk factors to meaningful transparency and mitigation"[14] (2023) i "Prototyping User Empowerment. Towards DSA-compliant-recommender systems"[15] (2023)
- badanie i raport “Who (really) targets you? Facebook in Polish election campaigns” (2018-2019)
- przewodnik “Sztuczna inteligencja non-fiction” (2020);
- badanie i raport “Śledzenie i profilowanie w sieci. Jak z klienta stajesz się towarem” (2019);
- badanie i raport “Cyfrowa propaganda czy ‘normalna’ polityczna polaryzacja? Studium debaty politycznej na polskim Twitterze” (2017)
- poradnik dla obywateli “RODO. Masz prawo i nie wahaj się go użyć” (2018);
- przewodnik dla firm i organizacji społecznych “Nowa filozofia w ochronie danych osobowych: od oceny ryzyka do spójnej strategii w organizacji” (2018);
- badanie i raport “Uchodźcy pod szczególnym nadzorem” (2016);
- badanie i raport “Profiling the Unemployed in Poland: social and political implications of algorithmic decision making”(2015)
- przewodniki Panoptykonu: “Perypetie informacji w internecie”, “Telefoniczna kopalnia informacji” i “Życie wśród kamer”.

Od 2011 do 2016 zasiadała w społecznych ciałach doradczych przy Ministrze Cyfryzacji: Radzie Informatyzacji i Radzie do spraw Cyfryzacji. W styczniu 2024 ponownie powołana do Rady do Spraw Cyfryzacji przez wicepremiera Krzysztofa Gawkowskiego. Od 2012 do 2020 pełniła funkcję wiceprezeski organizacji European Digital Rights, koalicji kilkudziesięciu europejskich organizacji zajmujących się ochroną praw cyfrowych. W latach 2015–2020 zasiadała w radach programowych i ciałach nadzorujących działania kilku organizacji społecznych: Tactical Technology Collective, Akcji Demokracji i Rady Programowej Amnesty International w Polsce. Działa także w Agencji Praw Podstawowych Unii Europejskiej. Należy do Internet Society.
Od 2015 należy do Ashoki, globalnej sieci zrzeszającej skutecznych przedsiębiorców społecznych, która w jej działalności doceniła promowanie nowych wzorców zachowań wśród ludzi i dążenie do systemowej zmiany praktyk władzy.

### Zaangażowanie w życie publiczne

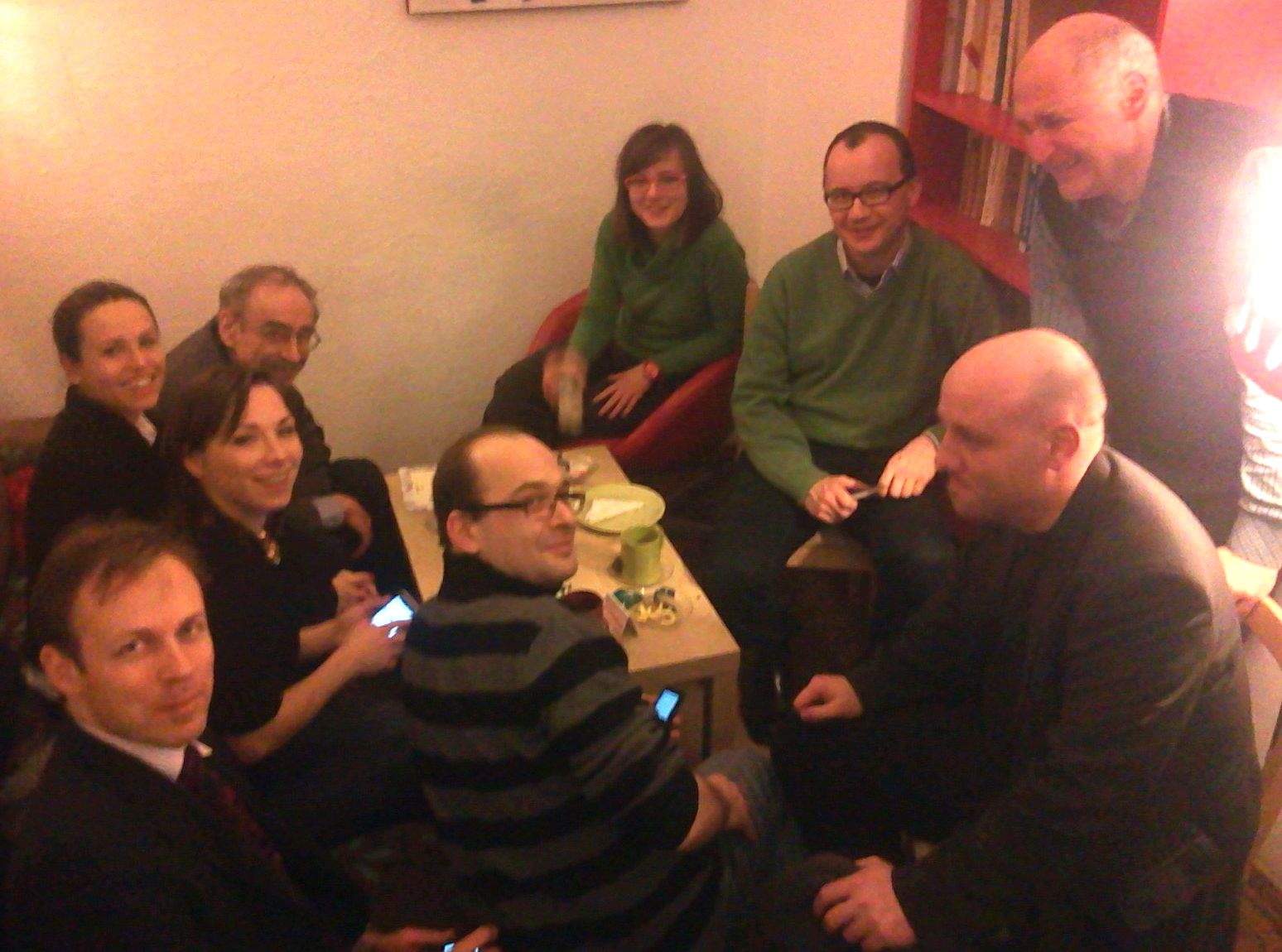
Przedstawiciele organizacji pozarządowych analizujący sytuację związaną z protestami przeciwko ACTA: Józef Halbersztadt (ISOC Polska), Małgorzata Szumańska (Panoptykon), Adam Bodnar (HFPC), Dominika Bychawska-Siniarska (HFPC), Katarzyna Szymielewicz (Panoptykon), Władysław Majewski (ISOC Polska), Marcin Cieślak (ISOC Polska), Jarosław Lipszyc (Nowoczesna Polska, ISOC Polska), Piotr Waglowski (ISOC Polska, Nowoczesna Polska, Panoptykon) (Warszawa, 27 stycznia 2012 r.)

Wraz z Małgorzatą Szumańską wprowadziła do polskiej debaty publicznej problematykę społeczeństwa nadzorowanego, która przed pojawieniem się Fundacji Panoptykon (2009) nie była obecna w głównym nurcie. Swoje zaangażowanie w życie publiczne rozpoczęła od problemów o zasięgu lokalnym: warszawskiej karty miejskiej, zbierającej dane o osobach podróżujących komunikacją miejską, oraz monitoringu wizyjnego, postrzeganego w dużych miastach jako środek na zwiększenie bezpieczeństwa.

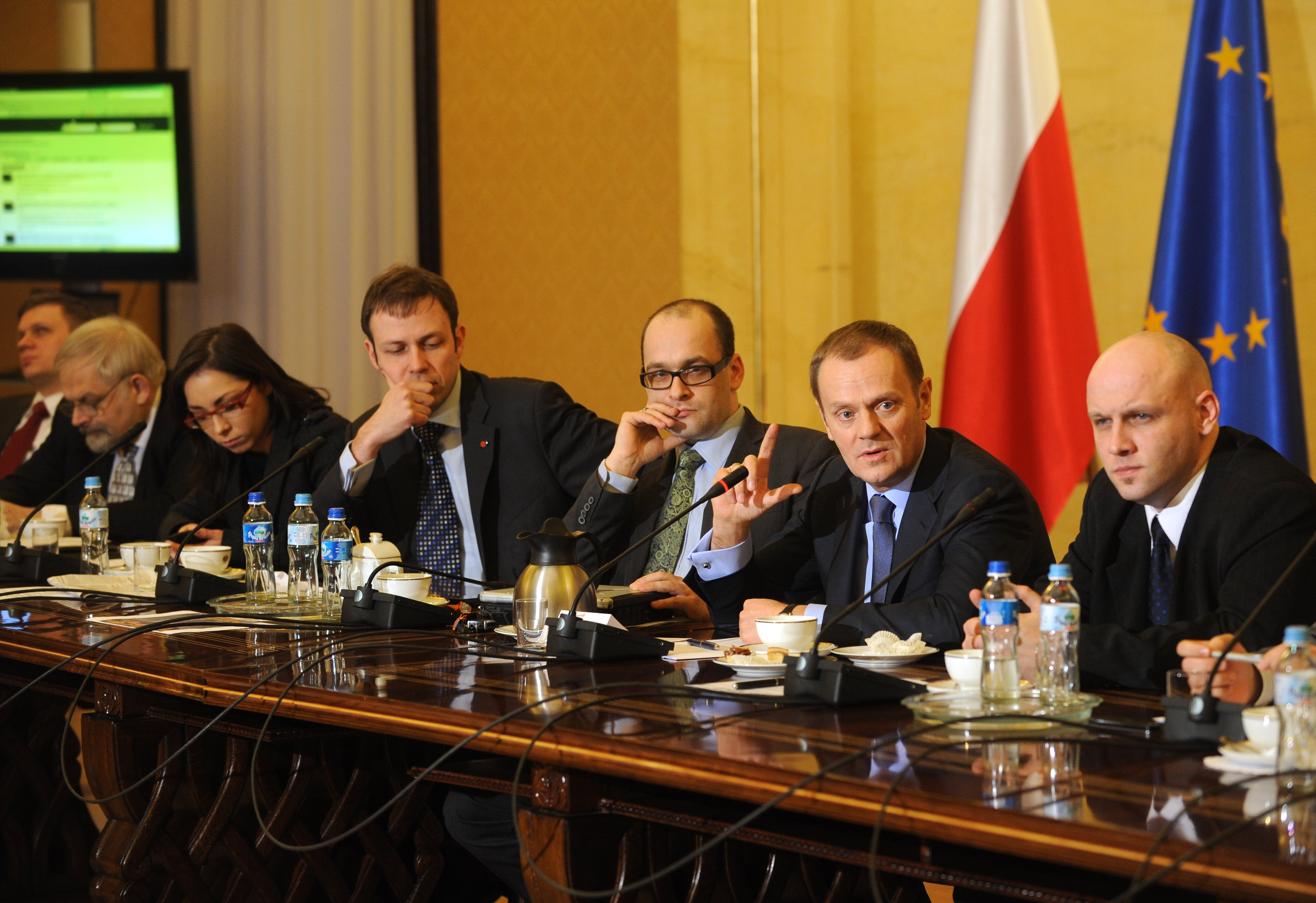
5 lutego 2010 roku, spotkanie "internautów" z Prezesem Rady Ministrów związane z protestem przeciwko tworzeniu Rejestru Stron i Usług Niedozwolonych, Sala Świetlikowa Kancelarii Prezesa Rady Ministrów, materiały prasowe KPRM. Na zdjęciu: Aleksander Waszkielewicz (Fundacja Instytut Rozwoju Regionalnego), Wacław Iszkowski (Polska Izba Informatyki i Telekomunikacji), Katarzyna Szymielewicz (Fundacja Panoptykon), Marcin Cieślak (Internet Society Poland), Jarosław Lipszyc (Fundacja Nowoczesna Polska), Donald Tusk (prezes Rady Ministrów), Piotr Waglowski (Internet Society Poland, Fundacja Nowoczesna Polska, Fundacja Panoptykon).

W kolejnych latach swojej działalności publicznej  nagłaśniała ryzyka związane z prewencyjnym gromadzeniem danych telekomunikacyjnych (tzw. retencja danych) i nadmiernym cenzurowaniem treści internetowych w imię walki z przestępczością. W 2012 była zaangażowana w walkę o odrzucenie przepisów ACTA, a następnie w próby wyciągnięcia wniosków z fali obywatelskiego poruszenia, jaka przetoczyła się wówczas przez Polskę.
Od 2013 była zaangażowana w prace koncepcyjne, proces legislacyjny i debatę publiczną wokół europejskiej reformy przepisów o ochronie danych osobowych, które zakończyły się przyjęciem Ogólnego Rozporządzenia o Ochronie Danych Osobowych w 2016 Starcie lobbystów reprezentujących biznes z organizacjami społecznymi i rolę Katarzyny Szymielewicz w tym procesie dokumentuje film Democracy (2015) w reżyserii Davida Berneta.
Po przyjęciu RODO angażowała się w działania edukacyjne objaśniające praktyczne znaczenie tej reformy dla obywateli i przedsiębiorców (m.in. we współpracy z Ministerstwem Cyfryzacji) oraz w debatę i prace legislacyjne wokół implementacji europejskich przepisów na poziomie krajowym (m.in. wspólny apel z Polską Radą Biznesu oraz – ostatecznie wygraną – walkę o prawo do wyjaśnienia decyzji kredytowych opartych na profilowaniu).
Od 2014 konsekwentnie nagłaśnia ryzyka związane z profilowaniem ludzi w oparciu o dane behawioralne oraz analizę big data i promuje odpowiedzialne podejście do projektowania algorytmów uczenia maszynowego, w tym ich przejrzystość i rozliczalność, jeśli mają wpływ na istotne decyzje dotyczące ludzi.
Krytykuje platformy internetowe za przedmiotowe traktowanie użytkowników, śledzenie wykraczające poza to, czego może oczekiwać racjonalny konsument i przerzucanie na społeczeństwo negatywnych skutków swojego modelu biznesowego, który zakłada inwazyjne zbieranie i analizowanie danych osobowych. Jednym z takich skutków, zdaniem Szymielewicz, jest pogłębiające się zamknięcie ludzi w bańkach informacyjnych.
O potrzebie radykalnej zmiany w podejściu do projektowania usług internetowych oraz ograniczenia władzy nad danymi i wiedzą o ludziach, jaką dzierżą dominujące platformy internetowe, mówiła na wielu forach politycznych i biznesowych (m.in. Open Eyes Economy, House of Beautiful Business, MozFest i THINK Digital Summit).
Swoją koncepcję zreformowania platform internetowych i przekształcenia ich w otwarty ekosystem, który mógłby być poddany kontroli społecznej, przedstawiła w manifeście “New Deal on Data” (2019) i eseju "Bunt cyfrowej biomasy" (2020)
W latach 2020–2024 angażowała się, z ramienia Fundacji Panoptykon, w proces legislacyjny, który doprowadził do przyjęcia przez Unię Europejską przełomowych regulacji platform internetowych i nowych technologii: Digital Services Act, Digital Markets Act i AI Act. Szymielewicz i Fundacja Panoptykon zabiegały m.in. o ograniczenie szkodliwych praktyk w reklamie internetowej, zakazanie manipulacyjnych i uzależniających interfejsów oraz poddanie społecznej kontroli algorytmów rekomendujących treści w mediach społecznościowych.

### Działalność publicystyczna
Komentowała wydarzenia polityczne, trendy społeczne i problemy prawne dla Gazety Wyborczej, Dziennika Gazety Prawnej Rzeczpospolitej, TVN24, Polsat News i Onet.
Autorskie teksty publikowała m.in. w The Guardian, tygodniku Polityka i na portalu Polityka.pl oraz na łamach magazynu Pismo.  W latach 2012–2017 była felietonistką Krytyki Politycznej, a w latach 2010-2012 współpracowała z Kulturą Liberalną.
Od  2018 prowadzi podcast Panoptykon 4.0 (wydawany wspólnie przez Fundację Panoptykon i Radio TOK FM), w którym “zagląda na zaplecze firm internetowych i rozwijanych przez nie technologii, zadaje pytania o politykę publiczną i logikę modeli biznesowych”. W podcaście Panoptykon 4.0 goszczą: badacze społeczni (m.in. Andrzej Zybertowicz: “Automatyczna Apokalipsa”; Michał Klichowski: “Czy AI można ufać?”; Michał Kosiński: “Zdradzi Cię ‘profilowe’”), publicyści (m.in. Wojciech Orliński: “Kto rządzi w sieci?”; Edwin Bendyk “Czas kryzysu, czas zmian”; Sylwia Czubkowska: “Kto się boi Chin?”), urzędnicy (m.in. Maciej Kawecki: “2019 z RODO”, Marek Zagórski: “Czy ProteGo jest Safe?”, Janusz Cieszyński: "Jak polski rząd zarządzi big techami?"), przedstawiciele firm internetowych (m.in. Marcin Olender z Google: “Jak Google zamiesza w reklamie”; Jakub Turowski z Facebooka: “Facebook – czas się zmienić” i Jakub Olek z TikToka: "Czy TikTok jest bezpieczny?") oraz pisarze (m.in. Jakub Szamałek: “Kulturalnie o technologii”; Jacek Dukaj: “Życie za filtrem”). W kwietniu 2020 pojawił się specjalny odcinek “Na czas kwarantanny. Wielogłos o strachu” z udziałem Adama Bodnara, Cvety Dimitrovej, Andrzeja Ledera, Ewy Łętowskiej i Wojciecha Wiewiórowskiego.

## Wyróżnienia
W 2013 wraz z Fundacją Panoptykon została wyróżniona Nagrodą Radia Tok FM im. Anny Laszuk „za czujność i podjęcie walki w ważnych i nie zawsze łatwych czy medialnie popularnych sprawach”, w szczególności za to, że „walnie przyczyniła się do wycofania poparcia przez rząd polski, a w konsekwencji, z powodu rozlania się protestów na inne kraje europejskie, odrzucenia kontrowersyjnych przepisów ACTA przez Parlament Europejski”.
W 2014 trafiła na listę New Europe 100, jako liderka innowacji. W tym samym roku tygodnik “Wprost” umieścił ją na liście Polek, które “będą miały największy wpływ na naszą rzeczywistość za kilka lat”. W 2015 w raporcie przygotowanym na zlecenie inicjatywy Znane Ekspertki przez Instytut Innowacyjna Gospodarka została wytypowana jako jedna z “10 najbardziej wpływowych kobiet polskiego sektora teleinformatycznego”.
W 2014 odznaczona przez Bronisława Komorowskiego Złotym Krzyżem Zasługi za wkład w rozwój sektora pozarządowego w Polsce.
Wyróżniana w rankingu „50 najbardziej wpływowych prawników” Dziennika Gazety Prawnej w 2023 (14. miejsce), 2022 (12. miejsce), 2016 (38. miejsce), 2015 (34. miejsce) i 2014 (24. miejsce), między innymi za zaangażowanie w prace nad europejskim prawem o ochronie danych osobowych (RODO) i przełomową regulacją platform internetowych (DSA) oraz skuteczne interwencje prawne (np. skargę na IAB Europe za stworzenie standardu pozyskiwania zgód na pliki cookies przez media internetowe, który narusza RODO).
W 2025 roku wyróżniona przez Urząd Ochrony Danych Osobowych nagrodą im. Michała Serzyckiego.